# Konrad Krajewski
Konrad Krajewski (ur. 25 listopada 1963 w Łodzi) – polski duchowny rzymskokatolicki, doktor nauk teologicznych w zakresie liturgiki, arcybiskup, ceremoniarz papieski w latach 1999–2013, jałmużnik papieski od 2013, kardynał diakon od 2018, prefekt Dykasterii ds. Posługi Miłosierdzia od 2022.

## Życiorys

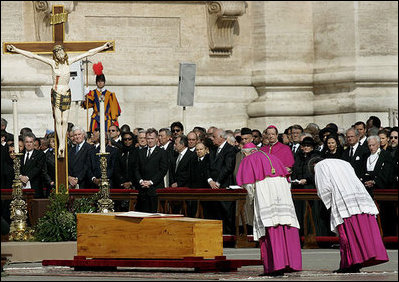
Ks. Konrad Krajewski (z prawej) przy trumnie Jana Pawła II podczas pogrzebu.

### Młodość i prezbiterat
Urodził się 25 listopada 1963 w Łodzi. Ukończył miejscowe XXVIII Liceum Ogólnokształcące. W latach 1982–1988 studiował w Wyższym Seminarium Duchownym w Łodzi. Święceń prezbiteratu udzielił mu 11 czerwca 1988 biskup diecezjalny łódzki Władysław Ziółek. W tym samym roku na Katolickim Uniwersytecie Lubelskim uzyskał magisterium z teologii. W latach 1990–1993 odbył studia w zakresie liturgiki w Papieskim Instytucie Liturgicznym św. Anzelma w Rzymie, które ukończył ze stopniem licencjata. W 1995 na Papieskim Uniwersytecie Świętego Tomasza z Akwinu uzyskał doktorat z teologii ze specjalizacją w dziedzinie liturgiki na podstawie dysertacji Święcenia biskupie w reformie Soboru Watykańskiego II.
W latach 1988–1990 pracował jako wikariusz, najpierw w parafii Nawiedzenia Najświętszej Maryi Panny w Ruścu, a następnie w parafii Matki Bożej Nieustającej Pomocy w Łodzi. Po powrocie ze studiów do macierzystej diecezji w 1995 pełnił funkcję ceremoniarza arcybiskupa Władysława Ziółka. Ponadto był wykładowcą liturgiki i dyrektorem biblioteki Wyższego Seminarium Duchownego w Łodzi. W 1997 został prefektem Wyższego Seminarium Duchownego w Łodzi. W tym samym roku podczas podróży apostolskiej Jana Pawła II do Polski pełnił funkcję ceremoniarza. 1 października 1998 został pracownikiem Urzędu Papieskich Celebracji Liturgicznych. 12 maja 1999 został papieskim ceremoniarzem. W 1999 otrzymał godność prałata honorowego Jego Świątobliwości, a w 2002 kapelana Jego Świątobliwości. W 2005 pełnił funkcję oficjalnego ceremoniarza podczas uroczystości pogrzebowych Jana Pawła II. W tym samym roku pełnił posługę ceremoniarza podczas konklawe, a gdy wybrano Benedykta XVI, jako pierwszy pojawił się z krzyżem na głównym balkonie Bazyliki św. Piotra, rozpoczynając ceremonię „Habemus papam”. W 2008 został kanonikiem honorowym Kapituły Archikatedralnej Łódzkiej. W 2010 koncelebrował mszę żałobną podczas uroczystości pogrzebowych Lecha i Marii Kaczyńskich w Krakowie. W 2013 ponownie pełnił posługę ceremoniarza podczas konklawe, a po wyborze Franciszka asystował kard. Jeanowi-Louisowi Tauranowi, który wygłaszał formułę „Habemus papam”.

### Biskup
3 sierpnia 2013 papież Franciszek mianował go arcybiskupem tytularnym Beneventum i jałmużnikiem papieskim. Święcenia biskupie otrzymał 17 września 2013 w bazylice św. Piotra na Watykanie. Udzielił mu ich kardynał Giuseppe Bertello, prezydent Gubernatoratu Państwa Watykańskiego, któremu asystowali arcybiskup Piero Marini, były mistrz papieskich ceremonii liturgicznych, i Władysław Ziółek, arcybiskup senior archidiecezji łódzkiej. We mszy z udzieleniem sakry, brał udział również papież Franciszek. Jako dewizę biskupią wybrał słowo „Misericordia” (Miłosierdzie). 19 października 2013 w archikatedrze łódzkiej odprawił biskupią mszę prymicyjną.
20 maja 2018 podczas modlitwy Regina Coeli papież Franciszek ogłosił, że mianował go kardynałem. 28 czerwca 2018 na konsystorzu w bazylice św. Piotra kreował go kardynałem diakonem, a jako kościół tytularny nadał mu kościół Matki Bożej Niepokalanej na Eskwilinie. 22 września 2018 odprawił kardynalską mszę prymicyjną w archikatedrze łódzkiej, 21 października w rodzinnej parafii Opatrzności Bożej w Łodzi, a 24 października uroczyście objął swój kościół tytularny w Rzymie.
6 października 2018 papież Franciszek mianował go członkiem Dykasterii ds. Integralnego Rozwoju Człowieka. 10 października 2020 papież Franciszek mianował go swoim legatem na uroczystości 100-lecia ustanowienia diecezji łódzkiej, które odbyły się 12 grudnia 2020 w Łodzi. W marcu 2022 został wysłany przez papieża Franciszka na Ukrainę i granicę polsko-ukraińską w odpowiedzi na inwazję Rosji na Ukrainę, zaś 25 marca 2022 w imieniu papieża dokonał w Fatimie aktu zawierzenia Rosji i Ukrainy Niepokalanemu Sercu Maryi. 1 czerwca 2022 papież Franciszek mianował go członkiem Kongregacji ds. Kultu Bożego i Dyscypliny Sakramentów. W związku z reformą Kurii Rzymskiej ogłoszoną w konstytucji apostolskiej Praedicate Evangelium z dniem 5 czerwca 2022 został również prefektem nowo powstałej Dykasterii ds. Posługi Miłosierdzia. 21 kwietnia 2025, z chwilą śmierci papieża Franciszka, przestał wypełniać urząd prefekta, pozostając nadal jałmużnikiem papieskim. 9 maja 2025 papież Leon XIV tymczasowo powierzył mu urząd prefekta tej samej dykasterii.
11 maja 2019 zerwał plomby zabezpieczające liczniki prądu w rzymskiej kamienicy zajmowanej nielegalnie przez około 450 osób (w tym 100 dzieci), deklarując, że od tej chwili będzie opłacał rachunki zadłużonego na 300 tysięcy euro budynku. Za to zachowanie przez włoską gazetę „la Repubblica” został nazwany Robin Hoodem papieża, poinformowały o nim również inne międzynarodowe media. Jego praca została ponownie dostrzeżona przez światowe media, gdy w kwietniu 2020 podczas trwania pandemii COVID-19 udał się w imieniu papieża z pomocą żywnościową do transpłciowych prostytutek z Torvaianiki, pochodzących głównie z krajów Ameryki Łacińskiej, które z powodu braku środków do życia zgłosiły się do miejscowego proboszcza. Krajewski wyraził zdziwienie tym zainteresowaniem, nazywając swoje zachowanie zwykłą, normalną pracą Kościoła oraz przypominając, że wszyscy jesteśmy dziećmi Bożymi.
W 2022 (podczas wojny na Ukrainie) koncelebrował, wraz z nuncjuszem apostolskim na ten kraj, Visvaldasem Kulbokasem, wielkoczwartkową mszę w kościele św. Mikołaja w Kijowie. W Wielki Piątek odprawił drogę krzyżową nad zbiorową mogiłą Ukraińców zamordowanych przez Rosjan w Borodziance. Odwiedził też wówczas miejsce masakry w Buczy.
W 2023 był współkonsekratorem podczas sakry mistrza papieskich ceremonii liturgicznych Diego Ravellego. W 2025 jako kardynał elektor wziął udział w konklawe, które zakończyło się wyborem papieża Leona XIV. Przed głosowaniem watykanista, John L. Allen Jr, określił go jako jednego z papabile.

## Życie prywatne
Jego rodzice zmarli, gdy był w Rzymie, a brat zginął tragicznie na morzu.
W grudniu 2020 został hospitalizowany w Poliklinice Gemelli z objawami zapalenia płuc, spowodowanego zakażeniem koronawirusem SARS-CoV-2. Szpital opuścił po 11 dniach.

## Odznaczenia
- Komandor Orderu Chrystusa – Portugalia, 2010[57]
- Krzyż Wielki Orderu Wiernej Służby – Rumunia, 2020[58]

## Książki
- Zapach Boga, Wydawnictwo: Znak, 2019, ISBN 978-83-240-5893-8.